# تعلقه هالا
تعلقه هالا (به انگلیسی: Hala Taluka) یک تعلقه یا تحصیل در پاکستان است که در ایالت سند واقع شده‌است.